# オートバックス・ディーラーグループ・ホールディングス
株式会社オートバックス・ディーラーグループ・ホールディングス（AUTOBACS DEALER GROUP HOLDINGS CO.,LTD.）は、東京都練馬区に本社を置き、オートバックスグループのディーラー事業を統括する中間持株会社である。

## 概要
オートバックスでは2015年、BMWの正規ディーラー「株式会社アウトブラッツ」を買収したことで輸入車ディーラービジネスに参入し、2016年には栃木県のBMW正規ディーラー「株式会社モトーレン栃木」を買収し規模を拡大してきた。
当該会社は、アウトブラッツおよびモトーレン栃木の経営管理を統合する目的で、2019年4月1日に2社の共同株式移転により中間持株会社として設立されたものである。
2021年には栃木県の中古車ディーラー「東京オート株式会社」が経営していたアウディ正規ディーラー「株式会社TAインポート」を買収。同年4月社名を「株式会社バックス・アドバンス」に変更した。
2022年、 BYDオートジャパン（比亜迪汽車）と正規ディーラー契約を結び、受け皿会社として「株式会社バックス・E・モビリティー」を設立。
2023年9月、アウトプラッツとモトーレン栃木を他社に譲渡し、BMWビジネスから撤退する。
2024年10月、本田技研工業の千葉県正規ディーラー「ホンダカーズ東葛」の運営会社「東葛ホールディングス」に対する完全子会社化を目的とした株式公開買付け（TOB）にて89.02%の株式を取得。これに伴い、ホンダカーズ東葛および同社子会社の「株式会社東葛プランニング」（保険代理店）「株式会社東葛ボディファクトリー」（板金塗装修理部門）がグループ入りする。

## グループ会社
- 株式会社バックス・アドバンス（旧：株式会社TAインポート）（栃木県宇都宮市・千葉県柏市柏の葉）
- 株式会社バックス・E・モビリティー（栃木県宇都宮市）
- 株式会社ホンダカーズ東葛（千葉県松戸市・柏市・流山市・我孫子市・鎌ケ谷市・白井市）
- パワーコントロールテクニック株式会社（群馬県桐生市）

グループ離脱
- 株式会社アウトプラッツ（東京都豊島区要町）→双日に売却。
- 株式会社モトーレン栃木（栃木県宇都宮市）→茨城日産自動車に売却。